# Thereva atra
Thereva atra är en tvåvingeart som beskrevs av Krober 1913. Thereva atra ingår i släktet Thereva och familjen stilettflugor. Inga underarter finns listade i Catalogue of Life.